# Lamna
Gli squali sgombro (Lamna Cuvier, 1816) sono un genere di squali.

## Abilità endotermica
Le due specie di questo genere possono aumentare la temperatura del sangue rispetto a quella dell'acqua circostante in maniera superiore rispetto agli altri pesci cartilaginei, con differenze di temperatura registrate superiori ai 15,6 °C. Tra i pesci, la regolazione della temperatura sanguigna avviene solamente nelle grandi specie che si spostano velocemente: pesci ossei con abilità simili sono il tonno e il pesce spada.

## Tassonomia
Il genere comprende due specie:
- Lamna nasus (Bonnaterre, 1778) - smeriglio o vitello di mare
- Lamna ditropis (Hubbs & Follett, 1947) - smeriglio del pacifico o squalo salmone